# Життєдіяльність
Життєдіяльність — сукупність процесів, які відбуваються у живому організмі, слугують підтримці в ньому життя та є проявами життя. Для життєдіяльності характерний обмін речовин.
Життєдіяльність може полягати як в активному переміщенні у просторі для підтримки обміну речовин та складніших діях, так і в неруховому існуванні з обміном поживних речовин із зовнішнім середовищем.

## Біологічна життєдіяльність
Життєдіяльність організму підтримується біологічними процесами, що складаються з деякого числа хімічних, фізико-хімічних та електро-хімічних реакцій, які обумовлюють трансформацію їхніх елементів.
Регуляція біологічного процесу життєдіяльності відбувається зі зміною його границь, швидкості та частоти, часто така регуляція відбувається за допомогою генетики. Відмінності фенотипу мутанта від його «батьків» можуть привести до порушення процесів життєдіяльності.
Такі процеси включають:
- неспецифічну адгезію клітин — прикріплення однієї клітини до іншої або іншого субстрату
- міжклітинну комунікацію — процес, який слугує ланкою, що поєднує клітину з її оточенням, наприклад, Сигнальні системи клітин.
- морфогенез, ріст клітини та клітинне диференціювання
- фізіологічні процеси клітини — процеси, що відносяться до внутрішніх функцій клітини
- клітинне розпізнавання — процеси, якими клітина у багатоклітинному організмі інтерпретує своє оточення
- фізіологічні процеси — процеси, які специфічно відносяться до функціонування інтегрованих частин живого: клітин, тканин, органів і організмів
- пігментація
- біологічне розмноження
- відповідь на стимул — зміна в стані або діяльності клітини або організму (наприклад, рух, секреція, виробництво ферментів і т. д.) як результат стимулу
- взаємодія між організмами — процес, завдяки якому один організм впливає на інший організм того ж або іншого виду
- також: ферментація, запліднення, розвиток (ріст), геотропізм, геліотропізм, гібридизація, метаморфоз, фотосинтез, транспірація та ін.

## Життєдіяльність людини
Життєдіяльність людини — це спосіб її існування, та нормальна буденна діяльність і відпочинок. Життєдіяльність протікає у постійному контакті із середовищем. Комфортними називаються такі параметри навколишнього середовища, які дозволяють створити найкращі для людини умови життєдіяльності.
В процесі своєї діяльності людина знаходиться у зв'язку з елементами навколишнього середовища, яке можна поділити на побутове та виробниче.
У виробничому середовищі людина, взаємодіє з машинами та іншими людьми, працею здобуває собі засоби для існування. Фізична праця відбувається за рахунок м'язової діяльності. М'язова діяльність поділяється на
- динамічну — змінне м'язове напруження зі зміною довжини м'язу та зміною положення тіла,
- статичну — постійне напруження без зміни довжини м'язу.

При статичній напрузі м'язи тривалий час знаходяться в одному стані, та, у порівнянні із динамічним напруженням, коли відбувається чергування скорочення та розслаблення м'язів, є більш утомливою. При збудженні м'язів відбувається перетворення потенційної енергії поживних речовин (вуглеводи, жири, білки) та кисню в роботу з виділенням тепла.
У побутовому середовищі можна виділити як неспецифічні для людини функції (харчування та виділення), так і специфічні для деяких ссавців (сон, секс для задоволення).

## Життєдіяльність тварин
- Життя